# Типплер, Тамара
Тамара Типплер (нем. Tamara Tippler; 9 апреля 1991 года, в Роттенманн, Австрия) — австрийская горнолыжница, участница зимних Олимпийских игр 2018 и 2022 годов, призёр этапов Кубка мира по горнолыжному спорту. Специализируется в скоростных дисциплинах.

## Карьера
Тамара Типплер встала на лыжи возрасте трех лет. Позже, в возрасте восьми лет, начала занятия в лыжном клубе SV Union Mautern. После начальной школы перешла в основную лыжную школу в Айзенерце. Затем завершила обучение в профессиональной лыжной школе, а с июля 2011 года она является спортсменом вооружённых сил Австрии.
В декабре 2006 года она приняла участие в первых международных спусках. Первый раз на этап Кубка мира она вышла в сезоне 2011/2012 годов, 2 декабря в Лейк-Луизе на трассе скоростного спуска. В марте 2012 года она стала чемпионкой Австрии по скоростному спуску. 24 февраля 2013 года она заработала свои первые очки на Кубке мира, заняв 25-е место в суперкомбинации в Мерибеле. 6 декабря 2015 года она впервые в карьере поднялась на подиум на этапе Кубка мира по горнолыжному спорту.
Дебютировала на чемпионате мира в Санкт-Морице в 2017 году, где заняла 20-е место в супергиганте.
На зимних Олимпийских играх в Пхёнчхане в 2018 году она приняла участие в супергиганте и финишировала 21-й.
На чемпионате мира 2019 года в Оре она стала 9-й в скоростном спуске и 12-й в супергиганте. В этом же сезоне у неё было два подиума в супергиганте на этапах Кубка мира.
9 января 2021 года в австрийском Санкт-Антоне она впервые в карьере в скоростном спуске поднялась на подиум, став второй после Софии Годжи.
На Олимпийских играх 2022 года заняла 4-е место в супергиганте и 19-е место в скоростном спуске. В супергиганте Типплер проиграла всего 0,03 сек бронзовому призёру Мишель Гизин.

## Выступления на крупнейших соревнованиях

### Олимпийские игры
| Олимпийские игры | Скоростной спуск | Супергигант | Гигантский слалом | Слалом | Комбинация | Команды |
| ---------------- | ---------------- | ----------- | ----------------- | ------ | ---------- | ------- |
| 2018 Пхёнчхан    | —                | 21          | —                 | —      | —          | —       |
| 2022 Пекин       | 19               | 4           | —                 | —      | —          | —       |

### Чемпионаты мира
| Чемпионат мира         | Скоростной спуск | Супергигант | Гигантский слалом | Слалом | Комбинация | Команды | Паралл. гигантский слалом |
| ---------------------- | ---------------- | ----------- | ----------------- | ------ | ---------- | ------- | ------------------------- |
| 2017 Санкт-Мориц       | —                | 20          | —                 | —      | —          | —       | н/д                       |
| 2019 Оре               | 9                | 12          | —                 | —      | —          | —       | н/д                       |
| 2021 Кортина-д’Ампеццо | 7                | 7           |                   |        |            |         |                           |

### Кубок мира

#### Подиумы на этапах Кубка мира (10)
| №  | Сезон   | Дата        | Место проведения    | Дисциплина       | Место |
| -- | ------- | ----------- | ------------------- | ---------------- | ----- |
| 1  | 2015/16 | 6 дек 2015  | Лейк-Луиз           | Супергигант      | 2     |
| 2  | 2015/16 | 27 фев 2016 | Сольдеу             | Супергигант      | 3     |
| 3  | 2015/16 | 12 мар 2016 | Ленцерхайде         | Супергигант      | 3     |
| 4  | 2018/19 | 20 янв 2019 | Кортина-д’Ампеццо   | Супергигант      | 3     |
| 5  | 2018/19 | 14 мар 2019 | Сольдеу             | Супергигант      | 2     |
| 6  | 2020/21 | 9 янв 2021  | Санкт-Антон         | Скоростной спуск | 2     |
| 7  | 2020/21 | 24 янв 2021 | Кран-Монтана        | Супергигант      | 2     |
| 8  | 2020/21 | 1 фев 2021  | Гармиш-Партенкирхен | Супергигант      | 3     |
| 9  | 2021/22 | 23 янв 2022 | Кортина-д’Ампеццо   | Супергигант      | 2     |
| 10 | 2021/22 | 30 янв 2022 | Гармиш-Партенкирхен | Супергигант      | 3     |